# Révolte de Shahkulu
La révolte de Shahkulu (9 avril 1511 au 2 juillet 1511) est une insurrection chiite safavide en Anatolie, dirigée contre l'Empire ottoman.